# 沾利河
沾利河，中华人民共和国山东省的一条河流，流经东营市利津县、滨州市沾化区，最后东营市河口区注入渤海。

## 流域
沾利河位于山东省东营市西北部，南起利津县大李庄村，北至河口区郭局村北入海。沾利河自南向北流经利津县利津街道、盐窝镇，滨州市沾化区利国乡、下河乡，在五一村入东营市河口区境内，流经义和镇、河口街道、新户镇，在河口区新户镇郭局村北弯弯沟流入渤海，全长62.71公里，流域面积345.4平方公里，集行洪、排涝、航运等功能为一体的河道。沾利河入海的弯弯沟一带属于东营、滨州两市权属争议区，在东营市隶属于河口区新户镇，在滨州市隶属于沾化区海防办事处。
沾利河在利津县境内段长29.1千米。沾利河通过多条支沟与马新河相连，雨季时，河水可能会通过这些支沟从沾利河汇入马新河。

## 历史
1973年冬，山东省惠民地区组织惠民、沾化、阳信、无棣、利津五县民工开始开挖独流人海的沾利河，以解决利津县中部地区的排水问题，1974年春完工。河道跨沾化、利津两县，取两政区首字命名为沾利河。该河由惠民地区水利局勘测设计，原设计有防洪、排涝、防潮三项功能，防洪按鲁北滨海区1961年雨型标准设计，设计防洪流量为34.6~192.1立方米每秒；排涝按鲁北滨海区1964年型标准设计，设计排涝流量为20.3~105.6立方米每秒；防潮标准为2年一遇:43。
1989年3月至1990年1月，河口区投资138万元在新户乡中和村东、河道桩号50+000处建成开敞式闸附桥的沾利河拦河闸，由东营市水利勘测设计室勘测设计，东营市水利工程处施工。1990年，利津县投资180万元疏浚沾利河，对自利津县王庄乡小李村至虎滩乡前丰村长21千米河道的河底高程抬高1.5米。1996年，东营市政府组织利津县和河口区对沾利河进行全线疏浚，对利津县自韩大庄村到沾化县流口村28.90千米河道，河口区30千米河道的河底抬高1米。2001年，利津县再次疏浚境内沾利河河道28.90千米，投84.7万元:135。2001年4月9目，河口区在沾利河实施的水土保持项目通过验收，总投资313.89万元。2001年5月2日完成的河口区王庄二干主渠衬砌改造工程重建沾利河渡槽:9。2003年，河口区疏浚沾利河25.5公里河道，投资800万元，重建改造建筑物5座，投资180万元。2004年2月20日，河口区进行沾利河景观水利建设，涉及19.25公里河道，投资300万元:51。2019年1月，沾利河（利津段）综合治理工程开工建设，属全灾后重点防洪排涝工程暨全市重点防洪排涝工程，2019年6月完工，总投资1000万元，建设内容为清淤疏浚沾利河利津段河道29.43千米，拆除并重建卜家庙生产桥一座，拆除盐西一斗渠渡槽等。

## 湿地公园
2013年10月22日，山东省林业厅批复包括利津县沾利河湿地公园等5处省级湿地公园的建设规划，规划建设期限均为8年。沾利河湿地公园位于利津县东北部，省道S310以西、S316以北，距利津县城2.4公里，总面积165.4公顷。公园由沾利河以及周边的部分林地湿地构成。其中湿地总面积69.4公顷，占该区土地总面积的41.9%，主要由河流湿地、沼泽湿地、洪泛平原湿地等组成。2023年7月11日，经东营市自然资源和规划局请示，山东省自然资源厅同意S315孤阳线利津县大李庄至大高村段改建工程穿越利津沾利河湿地公园，占用总长度为218米，面积1.9654公顷的公园保育区。沾利河还穿越东营王庄森林公园，与马新河、沟渠湿地等共同组成了该公园的水文景观。2023年，根据《山东省利津县自然保护地整合优化方案》，沾利河湿地公园并入东营王庄地方级森林公园。

## 备注
1. ↑  一说南起利津县小李庄村[1]
2. ↑  一说全长58.62公里，流域面积300.85平方公里[1]